# リゲイン
リゲイン（Regain）はドリンク剤（強肝内服液）を中心としたブランドネームである。
ドリンク剤は第一三共ヘルスケア（旧・三共）から発売されているが、一部の商品では発売元が異なる（後述）。

## 商品沿革
1988年6月、武田薬品工業（当時、現在はアリナミン製薬）の『アリナミンV』に対抗する形で発売。三共が開発した薬用成分で、これまで他の大衆薬や医家向け医薬品に多く配合されていた「ビオタミン（ベンフォチアミン、ビタミンB1誘導体）」をドリンク剤で初めて配合。以降ミニドリンク市場ではアリナミンVシリーズやエーザイの『チョコラBBドリンクシリーズ（女性向け）』、佐藤製薬の『ユンケルシリーズ』、大正製薬の『ゼナ／リポビタン／アルフェシリーズ（女性向け）』、エスエス製薬の「エスカップシリーズ」（当時、現在は久光製薬が製造販売）、大鵬薬品工業の「チオビタシリーズ」、常盤薬品工業の「ビタシーシリーズ」などとシェアを競っている。
また、商品の知名度向上に大きく貢献し20年以上たった今でもアレンジやキャッチコピー等で使用され続けているCMソング「勇気のしるし」（歌ったのは初代CMキャラクターである時任三郎の扮する牛若丸三郎太。作詞：黒田秀樹、作曲：近藤達郎）は後にCD化され各社通信カラオケ・着メロサイトでも配信されている。歌の中にも出てくる『24時間戦えますか』（「24時間、戦エマスカ。」）というキャッチフレーズは特に有名であり、中外製薬（当時。現在はレック）「グロンサン強力内服液」の「5時から男」と共に流行語にもなった。三共によれば「24時間戦えますか」とは24時間働くという意味ではなく、「オンとオフを使い分けて戦おう」というメッセージを込めたものである。
この歌及び当時のCMはバブル期のサラリーマン（歌詞中ではビジネスマン）を題材にしているが奇しくもこの頃からバブル期は終焉に向かって動き出すことになる。そして、バブル崩壊後の不況が慢性化した時期にはその世相を反映する形で、CM曲として坂本龍一のピアノによる「energy flow」が使われ、「勇気のしるし」とは正反対と言える静謐なメロディーのピアノソロ曲はOA当時に支持を集めた（ただしその萌芽は既に「東へ西へ」を使用したCMにみられる）。また、この時期に佐藤浩市扮するサラリーマンが電柱、銅像など至るものにぶつかったり、下車駅で降り損ねる、ゴミの代わりにカバンを捨ててしまうなどロクな目に遭わないCMも放送され、『24時間戦えますか』の時代とは正反対の当時の世相を反映していた。
1999年4月、薬事法の改正で規制緩和され、一部の商品を除き「医薬品」から「医薬部外品」となり、薬局、薬店のみならず、コンビニエンスストア、スーパー、駅売店等でも発売されるようになった。
2000年代に入り国内景気が若干上向いたあたりから「勇気のしるし」が再度使われているが、歌詞は若干変更されている。
「リゲイン」独自のシュリンクボトルは「ドリンク剤=おじさんの飲み物」というイメージを払拭したデザインで、「リゲイン」と「J-リゲイン」が2代目にフルモデルチェンジした際に導入された。改良当初はキャップ部分まで覆うタイプだったが、現在は、ボトル全体を覆う「セミシュリンクボトル」となっており、「リゲインZERO」と「リゲインSTYLE」に採用している。なお、この「セミシュリンクボトル」は環境にも配慮されており、ラベルにミシン目が入っているため、キャップ・ラベル・ビンを分別することが可能である。
キャップはこれまで金色・黄色を使用していたが、社名が「第一三共ヘルスケア」になった2006年4月以降、「MJ-リゲイン」・「リゲインR（販売終了品）」のキャップも金色に変更された。
2008年9月に「リゲイン24DRY」が発売されたのを機にアイテム整理を行い、一部を除き、商品名にキャッチコピーである「24時間、戦えますか。」をイメージさせる「24」が付くラインナップとなった。これに伴って、発売当初からの主力製品であった2代目「リゲイン（販売名:リゲインII）」は「リゲイン24（販売名:リゲイン）」へ移行のため、一旦製造を終了した。
2009年9月に栄養ドリンク剤では珍しい糖類0設計の「リゲインZERO」が発売された。カロリーは「リゲイン24（販売名:リゲイン）」に比べ、91%カットの3.5kcal（1本あたり）を実現した。パッケージはリゲインでなじみのある黄色のラベルではなく、黒いラベルを使用している。
また、2011年3月に発売された「リゲインSTYLE」では、ラベルだけでなく、キャップもピンク色で統一されており、これまでの「リゲイン」とは異なるデザインとなっている。
2012年3月には主にコンビニエンスストアなどに向けた製品として「リゲインX」、同年4月には主に薬局やドラッグストアなどに向けた製品として3代目「リゲイン（販売名:リゲインS1）」を発売。初代「リゲイン」のデザインを踏襲したパッケージを採用しており、ラベルも紙製となっている。また、添加物としてグルタミン酸Naとイノシン酸Naが配合されており、「リゲイン」特有の風味に改良を施した。なお、3代目「リゲイン」の発売に伴い、「リゲイン24」は製造終了となった。
2014年7月1日にはタウリンをシリーズ内で最大量となる3,000mgを配合したコンビニエンスストア向け製品「リゲインs」を発売し、同時に、炭酸飲料規格の「リゲイン エナジードリンク」を発売した。「リゲイン エナジードリンク」は第一三共ヘルスケアとライセンス契約を締結したサントリー食品インターナショナルを通じてサントリーフーズが販売する（詳細は後述）。CMソングは「勇気のしるし」のアレンジながらも、歌詞が「24時間戦うなんてしんどい」や「それぞれのエナジー」とされ、キャッチコピーも「3、4時間戦えますか」になるなど、「24時間、戦えますか。」の時代とは異なる世相を反映したものとなっている。同年11月4日には3種類のビタミン（ビタミンB1・ビタミンB2・ビタミンB6）を1日分（日本人の食事摂取基準(2010年版)推奨量(成人)に基づく）、アルギニンを「リゲイン エナジードリンク」の2倍量にあたる2,000mgを配合し、カフェインを約1.4倍、ブラックジンジャーエキスも2倍配合。パッケージの背景色はドリンク剤の「リゲインZERO」と同じ黒とした「リゲイン エナジードリンク2000」を発売し、「リゲイン エナジードリンク」もカフェインを従来比110%に増量、パッケージを変更してリニューアルした。
2015年8月4日には、サントリー食品インターナショナルが扱う炭酸飲料を刷新し、テアニンを配合した「集中リゲイン」と「スーパー集中リゲイン200」を発売（現在は共に製造終了済み）。
2017年3月7日には、コンビニエンスストアのファミリーマートとの共同取組として、同社オリジナルのドリンク剤「スイッチリゲイン」シリーズ2種を、ファミリーマート、サークルK、サンクスで発売を開始した。
2019年2月には、第一三共ヘルスケアのグループ会社で、通信販売事業を行うアイム（現:第一三共ヘルスケアダイレクト）が通信販売向けの「リゲイン」ブランドを扱うようになり、第1弾として「リゲイン トリプルフォース」、同年10月には第2弾となる「リゲイン メディラクト」、2021年4月には第3弾となる「リゲイン スリープチャージ」、2023年2月にはキリンホールディングスが開発したプラズマ乳酸菌が配合された「リゲイン 免疫ケア青汁」が順次発売された。
リゲインのロゴデザインは2度変更されており、「MJ-リゲイン」が初代のロゴフォントを継続している。初代と2代目ではロゴフォントが小変更されている程度なので、一見すると新旧ロゴフォントの見分けがつきにくい。なお、3代目「リゲイン」・「リゲインX」からは3代目ロゴフォントが使われており、2代目のロゴフォントをベースにブランド名の由来である「再び、獲得する（取り戻す）」というメッセージを力強く表現するために、「Re」が赤に変更されている。
リゲインブランドのドリンク剤は、全て奈良県御所市にある（本社は大阪市）田村薬品工業の工場にて製造を委託している。
「リゲイン」の商標は1968年に登録されている（第787385号）。

## 歴代広告キャラクター
- 時任三郎 - 牛若丸に扮した牛若丸三郎太名義で「勇気のしるし～リゲインのテーマ～」がCDシングルで発売され、キャッチコピーにおいて歌詞にもある “24時間、戦えますか” が印象的で社会現象となる。後にリミックス盤も発売されている。
- 本木雅弘（CMに「東へ西へ」使用）
- 佐藤浩市
- 反町隆史
- 坂本龍一[10] - BGM「Energy Flow」をCD化した『ウラBTTB』は大ヒットとなった。
- 唐沢寿明
- 仙道敦子
- 長瀬智也
- ガレッジセール
- 坂部宏行
- ソリッド・スネーク
- 入山法子（リゲイン スタイル）
- 渡哲也
- 石塚英彦
- 貫地谷しほり

【リゲインエナジードリンク】
- すみれ

## 歴代広告キャッチコピー
- 24時間、戦えますか。（1988年6月〜1992年7月、2006年5月〜現行）
- 全力で行く。リゲインで行く（1992年12月〜?）
- くやしいけれど、仕事が好き。（1994年〜?）
- その疲れに、リゲインを。（1996年??月〜?）
- たまった疲れに。（1999年2月〜?）
- ポジティブリゲイン（2001年）
- 疲れに効く理由（わけ）がある。（2004年4月〜2006年4月）
- 飲むところ敵なし。
- 攻めの一本。

※リゲイン エナジードリンクのコピー
- 24時間戦うのはしんどい。（2014年）[11]

## 取扱商品

### ドリンク剤
MJ-リゲイン【指定医薬部外品】100ミリリットル
すっきりした飲み心地のよい味に仕上がっている。タウリン1,000mg配合。

### 特納用製品
リゲインs（販売名：リゲイン3000）【指定医薬部外品】
タウリンを他の「リゲイン」シリーズ（リゲイン、MJ-リゲイン）の3倍量にあたる3,000mg（シリーズ最大量）を配合するとともに、ビタミンB1誘導体のビオタミンとビタミンB6を「リゲイン」と同量配合。さらに、独自成分のリバオールも配合している。発売当初はコンビニエンスストアで発売されていたが、2015年に特納用仕様が発売され、コンビニエンスストアでの販売終了後に特納用へ移行した。

### 通信販売限定品
以下の製品は、第一三共ヘルスケアが発売元となり、グループ会社の第一三共ヘルスケアダイレクト（旧:アイム）を通じて通信販売限定で発売されている。また、「免疫ケア青汁」以外の製品はチャック付パウチ包装としている。
リゲイン トリプルフォース【指定医薬部外品】
独自成分のリバオールとビオタミンにパンテチンを配合した錠剤タイプのビタミン含有保健剤（販売元：アイム、製造販売元：滋賀県製薬）。
リゲイン トリプルフォースEX【指定医薬部外品】
「リゲイン トリプルフォース」の処方に、カルニチン、リボフラビン、γ-オリザノールを追加配合したもの。
リゲイン スリープチャージ【機能性表示食品】
GABAを機能性関与成分として含有するブランド初の機能性表示食品。
リゲイン ラクティブS【第3類医薬品】
ビタミンB1・B6・B12主薬製剤。（製造販売元：至誠堂製薬）
リゲイン カラダPROテクト
11種のビタミン、4種のミネラル、4種の植物エキス、有胞子性乳酸菌を含有する粒タイプのサプリメント。
リゲイン 免疫ケア青汁【機能性表示食品】
キリンホールディングスが開発した「プラズマ乳酸菌」を機能性関与成分として含有する分包タイプの青汁。

### 製造終了品
- 医薬品ミニドリンク剤
  - リゲイン（初代）
  - リゲイン4-8
  - リゲイン8-8 - ユンケルシリーズ・ゼナシリーズと同じ小箱梱包のミニドリンク剤
  - リゲインDX - ビオタミン不配合
  - リゲインゴールド
  - リゲインR
  - リゲイン＠ - 「24ゴールド」へ継承
  - リゲインPC【第3類医薬品】 - マツモトキヨシ限定販売品。
  - リゲイン24ゴールド【第3類医薬品】 - ビオタミンとニンニクの無臭有効成分「加工大蒜（かこうだいせん）」を配合。小箱包装品。2013年末製造終了。
- 医薬部外品ミニドリンク剤
  - リゲインA
  - リゲイン24ローヤル - 2007年10月のリニューアル時に「ローヤルJ」に名称変更
  - リゲイン24ローヤルJ（販売名:リゲインローヤル）【指定医薬部外品】
  - リゲイン（2代目、販売名:リゲインII）
  - リゲイン24DRY（販売名:リゲイン24ローヤル）【指定医薬部外品】 ※コンビニエンスストア向け製品
  - リゲイン24（販売名:リゲイン）【指定医薬部外品】 - 1988年に発売された初代「リゲイン」の「ピリッと辛く、コクのある味わい」を再現している。「リゲイン（販売名:リゲインS1）」へ継承。
  - リゲインSTYLE（販売名:リゲインZ2）【指定医薬部外品】 - 2011年3月発売。成分は後述する「リゲインZERO」と同一。なお、女性向けの製品として区別するため、ピンクのパッケージデザインとしており、フルーツ系の風味に変更されている。2021年10月製造終了。
  - リゲインZERO（販売名:リゲインZ1）【指定医薬部外品】 - 2009年9月発売。糖類0・超低カロリー設計のドリンク。リバオールとビオタミンに加え、生薬の枸杞子と生姜を配合。2022年4月製造終了。
  - リゲイン（販売名：リゲインS1）【指定医薬部外品】 - 2012年4月発売。初代「リゲイン」の処方をベースに、独自成分のリバオールと2種類の生薬（当帰・黄精）をプラスした第3世代品。2024年5月製造終了。
- 医薬部外品ドリンク剤
  - J-リゲイン（初代）
  - J-リゲイン（2代目、販売名:J-リゲインII）
  - ゴルフ-GS
  - スタートアップリゲイン（販売名:リゲインS）
  - リゲイン3000 - 「24エグゼクティブ」へ継承
  - リゲイン24エグゼクティブ（販売名:リゲインX3） - 2009年3月のリニューアル時に「24エグゼクティブII」に名称変更
  - リゲイン24エグゼクティブII（販売名:リゲイン3000）【指定医薬部外品】
  - リゲイン24DX（販売名:リゲイン2000）【指定医薬部外品】
  - リゲインX（販売名:リゲインX1）【指定医薬部外品】 - 「MJ-リゲイン」の処方をベースに、ニコチン酸アミドを30mgに増量し、独自成分のリバオールと2種類の生薬（当帰・黄精）を加えた処方強化品の位置づけ。「リゲインs」の発売に伴い、2014年11月で製造終了。
  - リゲイン24X（販売名:J-リゲイン）【指定医薬部外品】 - 初代「J-リゲイン」を引き継ぐ特納用（健康保険組合等の特定ルート向け）仕様の「リゲイン」の為、店頭では販売されなかった。特納用仕様の「リゲインs（販売名：リゲイン3000）」発売に伴い製造終了。
  - スイッチリゲインA（販売名:アミノリゲイン）【指定医薬部外品】 - アミノ酸（BCAA(L-バリン・L-イソロイシン・L-ロイシン)、L-アルギニン）を配合。本品は以前発売されていた「スタートアップリゲイン」の実質的な後継製品で、配合されている有効成分並びに含有量は「スタートアップリゲイン」と同一である。ファミリーマートやサークルKサンクス限定で販売されていた。
  - スイッチリゲインK（販売名:リゲイン2000）【指定医薬部外品】 - タウリン2,000mgを配合。本品は以前発売されていた「リゲイン24DX」の実質的な後継製品で、配合されている有効成分並びに含有量は「リゲイン24DX」と同一である。ファミリーマートやサークルKサンクス限定で販売されていた。
- ビタミン主薬製剤【医薬品】
  - リゲインEB錠 - 旧三共で発売されていた「トリメートエース」と機能統合し、「リゲインEB錠II」へ
  - リゲインEB錠II【第3類医薬品】 - 天然型ビタミンEを配合。商号変更後も販売を継続していたが、旧ゼファーマが発売していた「ノイビタZE」へ機能統合のため、2014年9月で製造終了
- 清涼飲料水
  - ブラックリゲイン
- エナジードリンク（サントリーフーズ扱い）
  - リゲインエナジードリンク
  - リゲインエナジードリンク2000
  - 集中リゲイン
  - スーパー集中リゲイン200 - 100mlボトル缶入り。コンビニエンスストア・交通売店限定で発売されていた。
- 通信販売限定品（アイム扱い）
  - リゲイン メディラクト【指定医薬部外品】 - 有胞子性乳酸菌（ラクボン）と2種類の消化酵素（膵臓性消化酵素TA、ビオヂアスターゼ1000）が配合されたブランド初の整腸・消化薬。割線（5歳以上8歳未満は割線を割り1/2錠を服用）を有する錠剤タイプ。2023年12月販売終了。（販売元：アイム、製造販売元：明治薬品）

## 関連情報

### ゲームとのコラボレーション
- 1991年、セガがメガドライブ用コンピュータRPG『牛若丸三郎太物語 〜24時間戦えますか?〜』を開発していたが、ゲーム雑誌に画面写真が1枚掲載されたのみで開発中止となった。
- 2008年5月13日、同年6月12日に全世界同時発売されたプレイステーション3専用ソフト『メタルギアソリッド4』に、ゲーム内アイテムとして「リゲイン24」が登場した。主人公のソリッド・スネークが飲むと、ライフと気力が回復する効果がある。[12]
- 2009年、3月31日から6月末の間に全国のセブン-イレブン（一部を除く）にて、『メタルギアオンライン』（プレイステーション3専用版）のゲーム上でオリジナルTシャツを獲得できるシークレットコード付きのステッカーが貼られた「リゲイン24」が発売された。全部で4枚あるが、4枚とも揃えるともれなくオリジナルアイテムが取得できる。
- 2010年8月5日から9月5日の期間で『麻雀格闘倶楽部 我龍転生』にて「第16回特別大会 リゲイン杯」が行われた。キャッチコピーは「24時間格闘（たたか）えますか?」で、プレイ時間24時間分（連続プレイでなくてもよい）の成績を集計する。セブン-イレブン販売分のリゲイン24DXについている「リゲインコード」を使うことで特殊なカスタマイズが行える。

### Regain Rejapan プロジェクト
発売24年目を機に「日本の元気を取り戻そう!」をキーメッセージに、CMソングである「勇気のしるし」を本プロジェクトのために新たに書き下ろされた2012年バージョンとしてTVCM放映するほか、専用のキャンペーンサイトではボーカロイドを活用したオリジナルCMソングの作成、iPhone専用アプリを利用したオリジナルCMの作成、MTVとのメディアタイアップが行われた。
また、東日本大震災復興支援の一環として、プロジェクト開始日の2012年4月19日から2013年3月31日までの期間、リゲインシリーズのドリンク剤1本につき1円が東日本大震災の義援金として拠出される。その後、対象期間中の売り上げから拠出された義援金は1,050万9,529円となり、日本赤十字社へ寄付された。

### 登録商標の専用使用権設定と他社への使用許諾締結
2014年4月2日に登録商標である「リゲイン」の専用使用権を設定し、独占的な使用許諾契約をサントリーホールディングスの飲料・食品事業における子会社であるサントリー食品インターナショナルと締結したことを同年5月21日に発表した。同社と使用許諾を締結した専用使用権は日本国内での清涼飲料の分野が設定範囲となる。
これにより、「リゲイン」は第一三共ヘルスケアが開発・販売する医薬品や医薬部外品のブランドとして残しながら、新たに、サントリー食品インターナショナル株式会社が開発・プロモーションを行う清涼飲料のブランド名を兼ねるようになった。なお、「リゲイン」ブランドの清涼飲料の販売は同社子会社のサントリーフーズが担う。この契約に基づき、同年7月1日にサントリー食品インターナショナルの製品として、「リゲインエナジードリンク」が発売された。
なお、第一三共ヘルスケアの親会社である第一三共は、旧第一製薬時代にサントリー（現在のサントリーホールディングス）の医薬事業部が開発した抗不整脈治療剤「サンリズム」の販売提携を手始めに、両社の共同出資による合弁会社第一サントリーファーマ（アスビオファーマを経て、2018年4月に第一三共へ吸収合併）を設立するなど、長きにわたって医薬分野におけるビジネスパートナーとしての関係を築いてきた経緯がある。

### グループ会社によるユニフォームスポンサーの締結
2022年1月16日に第一三共ヘルスケアのグループ会社であるアイムが日本プロサッカーリーグ（Jリーグ）1部所属のヴィッセル神戸を運営する楽天ヴィッセル神戸株式会社との間でユニフォームスポンサーが締結された。これにより、締結日から同年12月31日までの期間、ユニフォームの正面右上に「Regain」のロゴが入ることとなる。